# Lukas Fritsch
Lukas Fritsch (geboren am 11. Jänner 2006 in Feldkirch) ist ein österreichischer Handballspieler, der auf der Position Rückraum links eingesetzt wird.

## Karriere
Fritsch begann in seiner Jugend beim Alpla HC Hard Handball zu spielen. Später lief der Rechtshänder für die zweite Mannschaft des Alpla HC Hard auf, welche an der HLA Challenge teilnimmt. In der Saison 2022/23 nahm er mit den Vorarlbergern an der EHF European League und damit erstmals an einem internationalen Bewerb teil.
Fritsch läuft für die U18 der österreichischen Nationalmannschaft auf.

## Saisonbilanzen

### HLA Meisterliga
| Saison    | Verein        | Spielklasse     | Spiele | Tore | 7-Meter   | Feldtore |
| --------- | ------------- | --------------- | ------ | ---- | --------- | -------- |
| 2022/23   | Alpla HC Hard | HLA Meisterliga | 08     | 02   | 0/1       | 0        |
| 2023/24   | Alpla HC Hard | HLA Meisterliga | 029    | 027  | 0/1       | 027      |
| 2024/25   | Alpla HC Hard | HLA Meisterliga | 028    | 026  | 0/0       | 026      |
| 2022–2025 | gesamt        | HLA Meisterliga | 065    | 055  | 0/2 (0 %) | 055      |

### HLA Challenge
| Saison    | Verein        | Spielklasse   | Spiele | Tore | 7-Meter    | Feldtore |
| --------- | ------------- | ------------- | ------ | ---- | ---------- | -------- |
| 2022/23   | Alpla HC Hard | HLA Challenge | 07     | 024  | 0/0        | 024      |
| 2023/24   | Alpla HC Hard | HLA Challenge | 013    | 071  | 2/3        | 069      |
| 2024/25   | Alpla HC Hard | HLA Challenge | 015    | 122  | 1/2        | 121      |
| 2022–2025 | gesamt        | HLA Challenge | 035    | 217  | 3/5 (60 %) | 214      |